# Валера (фільм)
«Валера» — радянський художній фільм 1964 року, знятий Кіностудією ім. М. Горького.

## Сюжет
Дванадцятирічний Валера живе з батьками в невеликому селищі. В родині хлопчика все підпорядковано одному — накопиченню багатства. Цим же заповнене і життя Валери. Він не грає, не бігає, як всі діти, а впродовж дня працює. Навіть риболовлею хлопчик займається не заради задоволення, а для того, щоб побільше заробити.
Але одного разу на рибалці Валера зустрів незнайомця, який попросив підшукати йому тимчасове житло. Валера привів Аркадія Сергійовича до себе — і з цього часу у нього з'явився справжній друг і захисник. І під впливом цієї людини Валера зрозумів, що не можна жити так, як живе його родина.

## У ролях
- Володимир Зеленін — Валера
- Любов Соколова — Фрося, Єфросинія Василівна, мати Валери
- Олексій Миронов — Микола, батько Валери
- Микола Лебедєв — Аркадій Сергійович, полярний дослідник і мандрівник
- Іван Кузнецов — літній рибалка
- Петро Любешкін — Дмитро Іванович
- Олена Гуріна — Настенька
- Лариса Даниліна — туристка
- Артур Ніщонкін — міліціонер
- Надія Семенцова — епізод
- Віктор Косих — епізод
- С. Прилепська — епізод

## Знімальна група
- Режисер — Борис Рицарєв
- Сценарист — Володимир Файнберг
- Оператор — Юрій Малиновський
- Композитор — Михайло Марутаєв
- Художник — Петро Слабинський